# 北方孔雀鯛
北方孔雀鯛，為輻鰭魚綱鱸形目隆頭魚亞目慈鯛科的其中一種，被IUCN列為次級保育動物，分布於非洲馬拉威湖流域，棲息深度在12至25公尺，背鰭硬棘16至17枚；背鰭軟條9至11枚；臀鰭硬棘3枚；臀鰭軟條8至9枚，體長可達8.5公分，棲息在沙地，雄魚具領域性。

## 擴展閱讀
維基物種上的相關：北方孔雀鯛